# Осецький Віктор Олександрович
Ві́ктор Олекса́ндрович Осе́цький (21.07.1983—20.03.2022) — капітан Збройних сил України, учасник російсько-української війни, що загинув під час російського вторгнення в Україну.

## Життєпис
Народився 21 липня 1983 року в с. Забріддя (Черняхівський район, Житомирська область). Закінчив Забрідську школу й Житомирський агроколедж за спеціальністю механік-тракторист. Пізніше навчався в Поліському національному університеті на заочній формі.
2004 року пішов до війська строковиком, а згодом продовжив службу за контрактом. Тривалий час служив у Житомирі. Неодноразово 3 2014 року мав ротації до зони АТО та ООС на сході Україні — учасник бойових дій. Із 2013 року проходив службу у військовій частині, яка дислокувалася в селі Миколаївка Бучанського району.
Під час російського вторгнення в Україну героїчно загинув 20 березня 2022 року. Похований у рідному селі.
Без Віктора лишились мама Валентина та сестра Олена.

## Нагороди
- Орден Богдана Хмельницького III ступеня (2022, посмертно) — за особисту мужність і самовіддані дії, виявлені у захисті державного суверенітету та територіальної цілісності України, вірність військовій присязі.[2]